# Demetriusz z Faros
Demetriusz z Faros (gr.: Δημήτριος εκ Φάρου, Demétrios ek Phárou) (zm. 214/213 p.n.e.) – władca Faros w latach 229–219 p.n.e., regent królestwa Ardiajów w latach 228-219 p.n.e. Mąż Triteuty, wdowy po Agronie, królu Ardiajów.

## OkresI wojny iliryjskiej (229-228 p.n.e.)
Ilirowie stacjonując na wybrzeżu w okolicach Fojnike, atakowali italskie okręty handlowe. Z powodu ich działalności pirackiej, Rzymianie postanowili zainterweniować u Teuty, regentki królestwa Ardiajów po śmierci męża Agrona, wysyłając posłów. Ta odpowiedziała im, że piractwo jest zajęciem prywatnym, a władza publiczna się nim nie zajmuje. W drodze powrotnej jeden z posłów rzymskich został zamordowany, podobno na rozkaz królowej. Latem 229 p.n.e. Rzymianie postanowili rozpocząć przygotowania do wojny z Ilirią, nie starając się nawet ostrzec Teutę przed nią. Ta, będąc nieświadoma, wysłała flotę, celem zdobycia Czarnej Korkyry. Część eskadry zawinęła do Dyrrachion, by nabrać wody. Widząc okazję, wymordowała straże i prawie zagarnęła miasto. Po czym połączyła się z główną flotą, by oblegać Korkyrę. Posłowie z Dyrrachion, Apollonii i Korkyry zwrócili się o pomoc do Związku Etolskiego i Związku Achajskiego. Doszło do bitwy morskiej w pobliżu wysp Paksos, w której Ilirowie odnieśli zdecydowane zwycięstwo. Korkyra postanowiła skapitulować, wpuszczając iliryjski garnizon dowodzony przez Demetriusza z Faros. Potem flota iliryjska popłynęła na północ do Dyrrachion celem jej oblężenia.
W tym momencie Rzymianie rozpoczęli swą ofensywę latem r. 229 p.n.e. Wysłali flotę składającą się z dwustu wielkich okrętów pod Korkyrę. Demetriusz z Faros, wcześniej podjąwszy z nimi pertraktacje, „oddał się w powiernictwo” ze swą załogą iliryjską. Dzięki czemu Rzymianie mogli objąć Korkyrę swą „przyjaźnią”. Po czym popłynęli do Apollonii, która oddała się im w opiekę. Tam flota połączyła się z armią liczącą 2 tys. jeźdźców i 20 tys. piechoty, przetransportowaną drugą eskadrą. Następnym celem było oswobodzenie Dyrrachion, które oddało się w powiernictwo Rzymu. Teraz armia rzymska pomaszerowała w głąb kraju i pokonała plemiona Ardiajów, mieszkające najbardziej na południu, oraz objęła przyjaźnią Parthinów i Atintanów. W tym czasie flota płynąca na północ, po zajęciu kilku miast na wybrzeżu, uwolniła Issę od oblężenia iliryjskiego i przyjęła w swe powiernictwo. Zaś część Ilirów, która oblegała tę wyspę, schroniła się w fortecy Rhizon, znajdującej się w głębi lądu.
Demetriusz z Faros za przejście na stronę rzymską, otrzymał władzę nad Faros. Jemu na południu, w rejonie Skodry i Lissos, podlegały zapewne pokonani Ardiajowie. Główne siły rzymskie powróciły do Italii, a jeden z konsulów pozostał na zimę w Dyrrachion, by chronić protektorat rzymski. Wiosną 228 p.n.e. doszło do rozpoczęcia negocjacji przez Teutę z Rzymianami. Regentka postanowiła przyjąć ich warunki: zapłacenie odszkodowania, wycofanie się, oprócz kilku okręgów w okolicach Rhizon, z Ilirii oraz nie wypływanie poniżej Lissos nie więcej niż z dwoma okrętami. Rzymianie zaś ze swej strony uznali Pinnesa za króla okrojonego państwa Ardiajów i zaliczyli go do swych przyjaciół. Chcieli się w ten sposób zemścić na Ardiajach. Z tego powodu utworzyli w tym celu buforowe państwo Demetriusza z Faros. Ten, po Teucie, przejął władzę i opiekę nad małoletnim Pinnesem.

## Okres międzywojenny

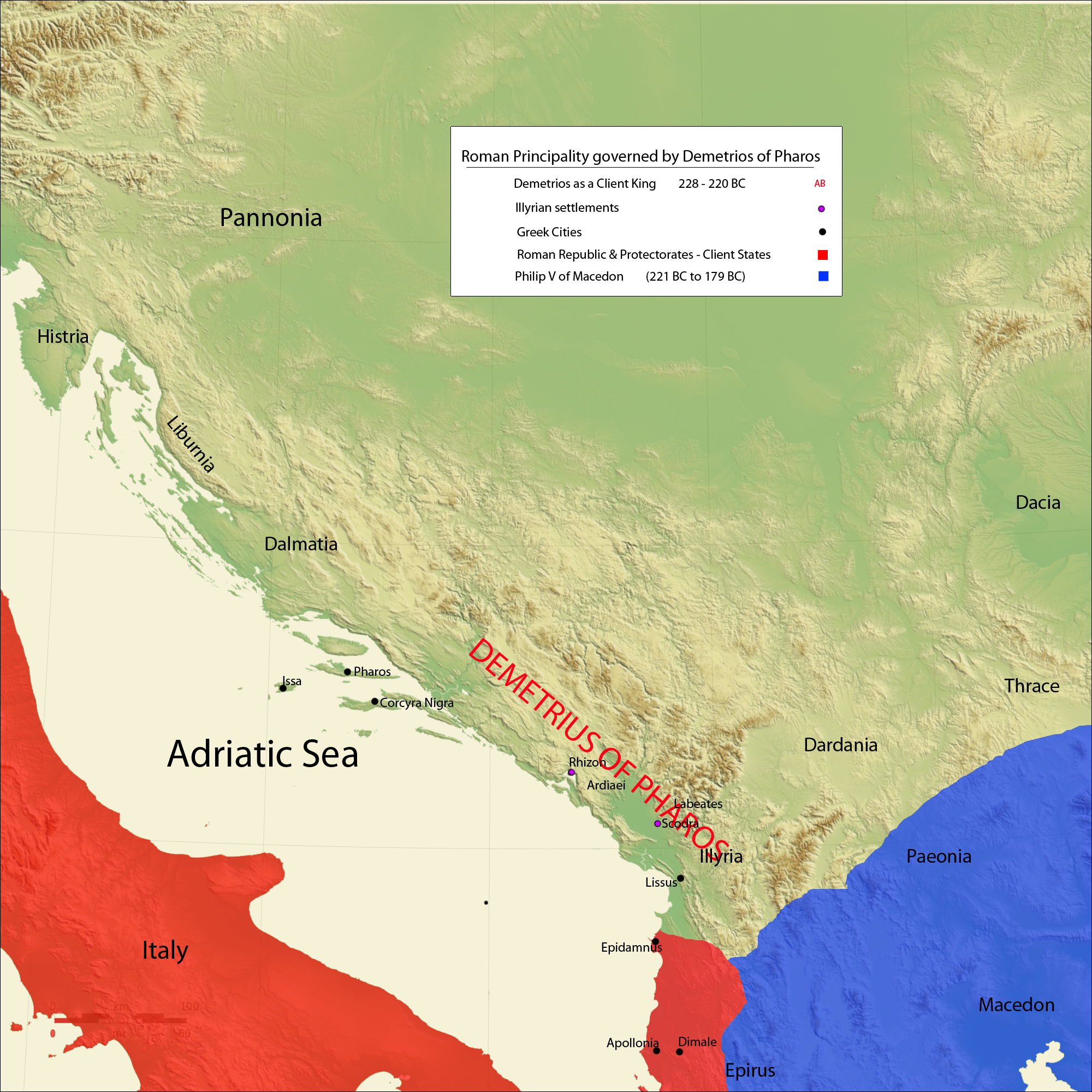
Państwo Demetriusza z Faros

Po wojnie zaczął wznawiać tradycyjne iliryjskie więzi z Macedonią. Sprzymierzył się wówczas z królem Antygonem III Dosonem przeciw Kleomenesowi III, królowi spartańskiemu. Demetriusz przyprowadził mu 1600 piechurów iliryjskich, którzy brali udział w bitwie pod Sellazją r. 222 p.n.e. Kilka dni po bitwie doszły wieści do Antygona III Dosona, że Ilirowie (zapewne Autariaci) najechali Macedonię i pustoszą kraj. Szybko wrócił do kraju i pokonał ich w krwawej bitwie. W wyniku walk nadwerężył swe siły, zaczął wymiotować krwią i zmarł niebawem.
W r. 220 p.n.e. dwie eskadry piratów iliryjskich, dowodzone przez Demetriusza z Faros i Skerdylaidasa przyłączyły się do Etolów przeciwko sojusznikom macedońskim. Najpierw najechały Achaję i Messenię, po czym podzieliły się. Eskadra Demetriusza popłynęła na Cyklady. Opływając je, na jedne wyspy nakładał kontrybucję i inne pustoszył. Kiedy zaś Ilirowie dotarli do koryckiego portu Kenchreaj i chcieli przetoczyć okręty na drugą stronę do portu Lechajon, Taurion, opiekun małoletniego króla Filipa V, pieniędzmi przekonał Demetriusza i jego piratów, by przeszli na stronę macedońską.

## OkresII wojny iliryjskiej (220-219 p.n.e.)
W tym czasie Demetriusz z Faros postanowił zerwać sojusz z Rzymem oraz poślubić Triteutę, matkę małoletniego Pinnesa. W ten sposób stał się ważnym sojusznikiem Ardiajów. Łamiąc ich układ z Rzymianami, wysłał okręty na południe od Lissos i gdy Rzymianie toczyli wojny z Galami oderwał Atintanów od ich protektoratu. Dzięki czemu uzyskał bezpośrednie połączenie komunikacyjne z Macedonią. Doszło wówczas do zawarcia sojuszu między królem Filipem V a Ardiajami. Ci mieli wysłać 30 małych statków wojennych (lemboi) z floty Skerdylaidasa przeciw Związkowi Etolskiemu w r. 219 p.n.e.
Rzym w tajemnicy przygotował flotę i zgromadził armię, zapewne w tej samej wielkości co w czasie pierwszej wojny. Demetriusz po osadzeniu garnizonu w Dimale (Dimallum) na wschód od Apolonii, wymordował pro rzymskich polityków w innych miastach i zebrał 6 tys. żołnierzy, by bronili Faros. Rzymianie jednak w tydzień zdobyli Dimale, uważane za nie do zdobycia, i przyjęli kapitulację innych miast. Potem postanowili wyruszyć drogą morską do Faros. Po pokonaniu Ilirów, zdobyli miasto Faros. Samego Demetriusza nie schwytali bowiem umknął na lemboi do Filipa V w Akcjum. Rzym jednak nie chciał prowadzić dalszych działań wojennych przeciwko Ardiajów, prawdopodobnie przewidując wojnę z Kartaginą.

## Ostatnie lata
Filip V Antygonida przyjął życzliwie Demetriusza, uznając go za sojusznika i dopuszczając na swój dwór. Ta decyzja wzmogła nieufność Rzymian do Macedonii. Od tego czasu Demetriusz był prywatną osobą do swej śmierci. Latem 217 p.n.e. Rzymianie prowadzili rozmowy z młodym Pinnesem, uważając go za winnego odszkodowań wojennych. Przy okazji odwiedzili Filipa, by zażądać wydania im Demetriusza. Postulat ten miał charakter żądania ultymatywnego. Filip odmówił spełnienia ich postulatowi.
Polibiusz, historyk grecki, obwiniał Demetriusza o negatywny wpływ na zachowanie Filipa. Ten bowiem chcąc zając akropolę Messeńczyków, Messene, oznajmił władzom miejskich, że ma zamiar obejrzeć zamek oraz złożyć ofiarę Zeusowi. Będąc w zamku, przyniesiono mu wnętrzności ofiar, po czym zapytał na boku Aratosa starszego, co one mu mówią, czy maj wyjść z zamku, czy nim zawładnąć? Wtedy Demetriusz tak się do niego zwrócił:
Jeżeli masz rozum wieszczka, opuść co prędzej zamek, jeżeli zaś sprężystego króla, to pilnuj go, abyś teraz wypuszczając go z rąk nie musiał szukać innej odpowiedniejszej chwili. Bo tylko w ten sposób ujarzmisz byka, jeśli będziesz go trzymał za oba rogi. (ks. VII, rozdz. 11)
Jednak w tym przypadku Filip zasięgnął bardziej umiarkowanej rady Aratosa, który poradził mu by opuścić zamek. Niemniej jednak, incydent w Messene zaznaczył, według Polibiusza, początek „zepsucia” charakteru króla. W r. 214/213 p.n.e. Demetriusz zginął, gdy próbował wziąć Messene. Bowiem Filip V Antygonida postanowił pójść za jego radą, odrzuconą w poprzednim roku. Stał się w ten sposób winny wymienionych nieszczęść Messeńczyków, czym utracił życzliwość sprzymierzeńców i nadszarpnął zaufanie Greków.